# Galice
Galice (korábban Galiceburg) az Amerikai Egyesült Államok északnyugati részén, Oregon állam Josephine megyéjében elhelyezkedő önkormányzat nélküli település.

## Története
Az 1852-ben alapított bányászváros névadója egyik alapítója, Louis Galice. A települést az 1850-es években aranyban bővelkedő Galice-pataktól távolabb költöztették. A posta 1876 és 1927, az iskola 11 diákkal 1905-től az 1940-es évekig működött.
A huszadik század közepén a bányászat helyett a fafeldolgozás, később pedig a turizmus lett a meghatározó iparág.

## Film
Az 1975-ös Cogburn, a békebíró című film egyes jeleneteit a közeli kanyonban forgatták.

## Fordítás
- Ez a szócikk részben vagy egészben  a   Galice, Oregon című angol Wikipédia-szócikk ezen változatának fordításán alapul.  Az eredeti cikk szerkesztőit annak laptörténete sorolja fel. Ez a jelzés csupán a megfogalmazás eredetét és a szerzői jogokat jelzi, nem szolgál a cikkben szereplő információk forrásmegjelöléseként.